# Dark Horse Records
Pour les articles homonymes, voir Dark Horse.
Dark Horse Records est un label discographique créé puis contrôlé par George Harrison de mai 1974 jusqu'à sa mort en 2001.

## Distribution
Harrison avait auparavant enregistré pour les labels Parlophone et Apple, d'après un contrat qui se terminait en 1976. Après la sortie de son album Dark Horse, publié donc par Apple, tous ses enregistrements suivant sortirent sous le label Dark Horse : le premier fut Thirty Three & 1/3 en 1976, le dernier, l'album posthume Brainwashed, en 2002. Tout le catalogue de Harrison enregistré pour Dark Horse fut remasterisé et ressorti dans une compilation au cours de l'année 2004. Ces albums furent distribués à leur tour par trois compagnies de distribution:
- A&M Records (1974-1976)
- Warner Bros. Records (1976-1992)
- Parlophone (à partir de 2002)

## Artistes ayant enregistré pour Dark Horse
Bien que Dark Horse se soit surtout concentré sur les œuvres de George Harrison, le label a également publié certains albums des artistes suivants, entre 1974 et 1976 :
- George Harrison
- Ravi Shankar
- Attitudes, le groupe de Jim Keltner
- Splinter, un duo de South Shields
- Five Stairsteps, artistes de Chicago soul
- Keni Burke membre des Five Stairsteps
- Henry McCullough, l'ex-guitariste de Joe Cocker
- Jiva, groupe californien

## Logo
Harrison trouva l'idée du logo sur une boîte en fer aperçue lors de l'un de ses nombreux voyages en Inde. Ce logo représente le cheval à sept têtes Uchaishravas, figure assez courante dans l'art et la mythologie indienne. Le symbole om, syllabe primordiale dans plusieurs religions orientales, dont Harrison était adepte, figure sur la selle du cheval.
Le nom même du label (une expression dont le sens est proche d'"outsider") peut faire référence à la position de George Harrison, cherchant à se construire une véritable carrière en solo, après avoir été quelque peu éclipsé au sein des Beatles par John Lennon et Paul McCartney.